# 지질탐사절
지질탐사절(地質探査節)은 조선민주주의인민공화국의 국경일로 5월 15일을 지정하였다. 1970년 2월 3일 최고인민회의 상임위원회 정령을 통해 제정되었다.
1961년 5월 15일 김일성 주석이 평양직할시에서 개최된 전국 지질탐사부문일꾼협의회에 참석, "지질탐사사업을 결정적으로 앞세울 데 대하여"라는 제목의 연설을 한 것을 계기로, 지질탐사, 지하자원 개발 인력에 대한 수고를 기념할 목적으로 1970년 2월 3일 최고인민회의 상임위원회에서 정령을 추가, 5월 15일을 지질탐사절로 제정하였다.